# Lubkowice
Lubkowice [lupkɔˈvit͡sɛ] (tiếng Đức: Johannisberg) là một khu định cư ở khu hành chính của Gmina Gościno, thuộc hạt Kołobrzeg, West Pomeranian Voivodeship, ở phía tây bắc Ba Lan. Nó nằm khoảng 14 kilômét (9 mi) về phía đông nam của Kołobrzeg và 101 km (63 mi) về phía đông bắc của thủ đô khu vực Szczecin.
Trước năm 1945, khu vực này là một phần của Đức. Sau Thế chiến II, người dân bản địa Đức bị trục xuất và thay thế bằng người Ba Lan. Đối với lịch sử của khu vực, xem Lịch sử của Pomerania.
Khu định cư có dân số 160 người.